# Iulidesmus cavallii
Iulidesmus cavallii är en mångfotingart som beskrevs av Filippo Silvestri 1907. Iulidesmus cavallii ingår i släktet Iulidesmus och familjen orangeridubbelfotingar. Inga underarter finns listade i Catalogue of Life.